# Accident du passage à niveau de Dorion
L'accident du passage à niveau de Dorion est un accident de la route qui survient le 7 octobre 1966 dans la municipalité de Dorion (maintenant Vaudreuil-Dorion) dans la grande région de Montréal au Québec, Canada. Un autobus scolaire transportant 42 passagers est happé par un train de marchandises du Canadien National.

## Contexte
Dans la soirée du 7 octobre 1966 vers 19 h 35, 41 étudiants de la polyvalente Cité-des-Jeunes se rendent à une soirée dansante à Hudson au Québec dans un autobus qui traverse un passage à niveau. Au moment de l'accident, l'autobus est conduit par un chauffeur de 22 ans, Marcel Fleury de Dorion,. La barrière descend, empêchant l'autobus scolaire de traverser et permettant à un train en direction de l'est de poursuivre son trajet. Après le passage du train, la barrière se relève pour permettre le passage de l'autobus. Alors que l'autobus traverse le passage à niveau, un train inaperçu (avec 101 wagons) se dirigeant vers l'ouest percute l'autobus. Le choc de l'impact sépare l'autobus en deux, traînant l'une des moitiés sur 600 mètres. L'autre moitié se retrouve alors dans un fossé situé à 91 mètres du passage à niveau. L'incident est l'une des pires catastrophes à survenir dans la grande région de Montréal depuis l'explosion de LaSalle Heights ayant tué 28 personnes en 1965 à LaSalle.
Sur les 41 passagers, 19 sont tués instantanément, incluant le chauffeur, les victimes étant âgées entre 12 et 20 ans. La plupart des blessés sont transportés à l'Hôpital général du Lakeshore de Pointe-Claire. Un autre jeune homme meurt plus tard des suites de ses blessures. Nicole Bélanger, une autre passagère, ne se remet jamais complètement de l'accident et sa mort en 1998 est attribuée à l'accident,. Aucun blessé ne sera répertorié parmi les membres de l'équipage du train. Les funérailles de la plupart des victimes sont organisées le 11 octobre 1966 à la polyvalente Cité-des-Jeunes,,.

## Enquête
Après l'accident, plusieurs hypothèses sont faites sur les causes. Parmi elles figurent le dysfonctionnement de la barrière, ainsi que l'idée que des étudiants auraient soulevé la barrière pour permettre le passage de l'autobus. À la suite d'années d'enquête, le coroner indique que l'accident causant la mort n'était aucunement criminelle et mettait fin à ses recherches. Le coroner conclut aussi que le passage à niveau avait fonctionné correctement et que des témoins oculaires ont indiqué avoir aperçu deux étudiants soulevant la barrière malgré la possibilité de passage d'un second train venant en sens inverse.

## Conséquences
Immédiatement après l'accident, la reine Elisabeth II exprime ses sympathies pour les victimes au gouverneur-général Georges Vanier.
Après la réception de plusieurs plaintes demandant la réouverture de l'enquête et des manifestations publiques des citoyens de Dorion, le passage à niveau est remplacé par un double passage souterrain sous la direction de Paul Gérin-Lajoie en novembre 1972.
En 1999, une plaque commémorative est dévoilée à Vaudreuil-Dorion avec l'inscription des noms des 21 victimes, dont Nicole Bélanger. Un rassemblement des survivants est également organisé à l'église Trinity de Dorion pour commémorer le 50e anniversaire de l'accident.
Le 7 octobre 2006, Francine Tougas présente le documentaire intitulé Survivre à la Cité-des-Jeunes.